# Kunitachi
Kunitachi (japanska: 国立市?, Kunitachi-shi) är en stad i västra delen av Tokyo prefektur i Japan. Staden fick stadsrättigheter 1967.